# Afrikanische Wirtschaftsgemeinschaft
Die Afrikanische Wirtschaftsgemeinschaft (AEC, African Economic Community) ist eine von den Mitgliedstaaten der Organisation für Afrikanische Einheit gegründete regionale Internationale Organisation, die im Mai 1994 mit Inkrafttreten des Vertrages zur Gründung der Afrikanischen Wirtschaftsgemeinschaft („Vertrag von Abuja“) von 1991 ihre Arbeit aufnahm. Der Vertrag und die Stärkung der AEC ist Teil der später von der AU ausgerufenen Agenda 2063.
Sie hat ähnliche wirtschaftliche Ziele für die afrikanischen Staaten wie die Europäische (Wirtschafts-)Gemeinschaft für die europäischen Staaten.
Das Vermögen und die Verbindlichkeiten der AEC sind mit Inkrafttreten des Constitutive Act (CA) der Afrikanischen Union 2001 gem. Art. 33 Abs. 1 CA auf die Afrikanische Union übergegangen, die AEC als Internationale Organisation also in der Afrikanischen Union aufgegangen; der AEC-Vertrag blieb aber gem. Art. 33 Abs. 2 CA in Teilen in Kraft.

## Regionale Wirtschaftsgemeinschaften
Die Regionale Wirtschaftsgemeinschaften (englisch: Regional Economic Community, RECs)  in Afrika fassen einzelne Länder in Subregionen zusammen, um eine stärkere wirtschaftliche Integration zu erreichen. Sie werden als „Bausteine“ der Afrikanischen Union (AU) bezeichnet und sind auch ein zentraler Bestandteil der Strategie zur Umsetzung der Neuen Partnerschaft für die Entwicklung Afrikas (NEPAD).
Derzeit gibt es acht von der AU anerkannte RECs, die jeweils im Rahmen eines separaten regionalen Vertrages eingerichtet wurden.
- Union des Arabischen Maghreb (UMA)
- Gemeinsamer Markt für das Östliche und Südliche Afrika (COMESA)
- Gemeinschaft der Sahel-Sahara-Staaten (CEN-SAD)
- Ostafrikanische Gemeinschaft (EAC)
- Zentralafrikanische Wirtschaftsgemeinschaft (ECCAS/CEEAC)
- Westafrikanische Wirtschaftsgemeinschaft (ECOWAS)
- Intergovernmental Authority on Development (IGAD)
- Entwicklungsgemeinschaft des südlichen Afrika (SADC)